# Ернан Рамірес Вільєгас (стадіон)
Стадіон «Ернан Рамірес Вільєгас» (ісп. Estadio Hernán Ramírez Villegas) — футбольний стадіон, розташований у місті Перейра в Колумбії, що вміщує 30 297 глядачів. Є домашньою ареною клубу «Депортіво Перейра».

## Історія
Будівництво було завершено в 1971 році. Архітектором стадіону був Ернан Рамірес Вільєгас, в той час як проектуванням і розрахунками займався інженер Гільєрмо Гонсалес Сулета.
На арені проходили матчі кількох міжнародних турнірів, зокрема Кубка Америки 2001 року, Боліваріанських ігор 2005 року і молодіжного чемпіонату Південної Америки 1987 і 2005 року, а також молодіжного чемпіонату світу 2011 року.

### Молодіжний чемпіонат Південної Америки 1987
| Дата          | Етап           | Команда   |  | Результат |  | Команда   | Глядачів |
| ------------- | -------------- | --------- |  | --------- |  | --------- | -------- |
| 23 січня 1987 | Група А        | Бразилія  |  | 2 — 0     |  | Еквадор   | н/д      |
| 26 січня 1987 | Група А        | Аргентина |  | 0 — 0     |  | Еквадор   | н/д      |
| 25 січня 1987 | Група B        | Колумбія  |  | 0 — 1     |  | Уругвай   | н/д      |
| 29 січня 1987 | Група B        | Колумбія  |  | 5 — 0     |  | Болівія   | н/д      |
| 31 січня 1987 | Група B        | Колумбія  |  | 0 — 1     |  | Парагвай  | н/д      |
| 4 лютого 1987 | Заключний етап | Колумбія  |  | 2 — 0     |  | Аргентина | н/д      |
| 4 лютого 1987 | Заключний етап | Уругвай   |  | 1 — 1     |  | Бразилія  | н/д      |
| 8 лютого 1987 | Заключний етап | Аргентина |  | 4 — 2     |  | Уругвай   | н/д      |
| 8 лютого 1987 | Заключний етап | Колумбія  |  | 0 — 0     |  | Бразилія  | н/д      |

### Кубок Америки 2001
| Дата          | Етап        | Команда |  | Результат |  | Команда | Глядачів |
| ------------- | ----------- | ------- |  | --------- |  | ------- | -------- |
| 22 липня 2001 | Чвертьфінал | Чилі    |  | 0 — 2     |  | Мексика | н/д      |
| 25 липня 2001 | Півфінал    | Мексика |  | 2 — 1     |  | Уругвай | н/д      |

### Молодіжний чемпіонат Південної Америки 2005
| Дата          | Етап           | Команда   |  | Результат |  | Команда   | Глядачів |
| ------------- | -------------- | --------- |  | --------- |  | --------- | -------- |
| 14 січня 2005 | Група B        | Уругвай   |  | 0 — 0     |  | Парагвай  | н/д      |
| 14 січня 2005 | Група B        | Бразилія  |  | 5 — 0     |  | Еквадор   | н/д      |
| 16 січня 2005 | Група B        | Бразилія  |  | 1 — 1     |  | Парагвай  | н/д      |
| 16 січня 2005 | Група B        | Уругвай   |  | 0 — 0     |  | Чилі      | н/д      |
| 19 січня 2005 | Група А        | Перу      |  | 1 — 1     |  | Болівія   | н/д      |
| 19 січня 2005 | Група А        | Колумбія  |  | 2 — 0     |  | Венесуела | н/д      |
| 22 січня 2005 | Група B        | Чилі      |  | 5 — 1     |  | Еквадор   | н/д      |
| 22 січня 2005 | Група B        | Уругвай   |  | 0 — 0     |  | Бразилія  | н/д      |
| 25 січня 2005 | Заключний етап | Уругвай   |  | 2 — 4     |  | Бразилія  | н/д      |
| 27 січня 2005 | Заключний етап | Бразилія  |  | 1 — 0     |  | Венесуела | н/д      |
| 30 січня 2005 | Заключний етап | Аргентина |  | 0 — 0     |  | Уругвай   | н/д      |
| 30 січня 2005 | Заключний етап | Колумбія  |  | 1 — 0     |  | Бразилія  | н/д      |

### Молодіжний чемпіонат світу 2011
| Дата           | Етап        | Команда           |  | Результат |  | Команда    | Глядачів                                                        |
| -------------- | ----------- | ----------------- |  | --------- |  | ---------- | --------------------------------------------------------------- |
| 6 серпня 2011  | Група C     | Еквадор           |  | 3 — 0     |  | Коста-Рика | 13.714 Звіт [Архівовано 16 жовтня 2011 у Wayback Machine.]      |
| 6 серпня 2011  | Група D     | Саудівська Аравія |  | 0 — 2     |  | Нігерія    | 13.714 Звіт [Архівовано 16 жовтня 2011 у Wayback Machine.]      |
| 9 серпня 2011  | Плей-офф    | Камерун           |  | 1 — 1     |  | Мексика    | 21.744 Звіт [Архівовано 16 жовтня 2011 у Wayback Machine.]      |
| 14 серпня 2011 | Чвертьфінал | Бразилія          |  | 2 — 2     |  | Іспанія    | 29.318 Звіт ФІФА [Архівовано 16 жовтня 2011 у Wayback Machine.] |
| 17 серпня 2011 | Півфінал    | Бразилія          |  | 2 — 0     |  | Мексика    | 29.812 Звіт ФІФА [Архівовано 16 жовтня 2011 у Wayback Machine.] |